# Кремповский, Иван Авксентьевич
Иван Авксентьевич Кремповский (1781—1835) — член Совета военного министра, действительный статский советник.

## Биография
Сын сельского священника из Ахтырского уезда Харьковской губернии, родился в 1781 году.
Образование получил в Харьковском коллегиуме. По окончании курса 6 июля 1798 года поступил на службу в ведомство экспедиции государственного хозяйства и в апреле 1799 года зачислен в медицинскую коллегию коллежским регистратором. В 1801 году произведён в губернские секретари и через полтора года — в титулярные советники.
С преобразованием в 1804 году Медицинской коллегии в 3-ю экспедицию Департамента внутренних дел, был назначен столоначальником. В кампанию 1805 года находилсял в действовавшей в Австрии против французов армии, при главном инспекторе медицинской части; 1 января 1806 года пожалован в коллежские асессоры, а 20 января награждён бриллиантовым перстнем «за беспристрастное обревизование расходов по придворной больнице»; 12 марта назначен в распоряжение главного инспектора по медицинской части Военного департамента.
В кампании 1807 года в Восточной Пруссии снова находился при армии; во время сражения под Гейльсбергом перевязывал раненых и 23 мая за отличие был произведён в надворные советники; 8 августа 1808 года был назначен для особых поручений к военному министру графу Аракчееву, а в 1810 году стал экспедитором 1-й экспедиции департамента министра военных сухопутных сил. В феврале 1812 года произведён в военные советники.
При преобразовании в 1816 году центрального управления военного министерства Кремповский получил назначение на должность начальника 1-го отделения в канцелярии начальника Главного штаба Его Императорского Величества и в том же году пожалован в чин 5-го класса (статский советник).
В январе 1818 года был награждён бриллиантовым перстнем за составление «Свода военных постановлений» за 1816 год, а в феврале был избран членом комитета «О сочинении устава военных госпиталей». В 1821 году командирован в Лейбах для занятий при военно-походной Его Императорского Величества канцелярии.
Крайне мстительный и честолюбивый от природы, Кремповский, получил однажды от П. М. Волконского выговор по службе, написал на своего начальника донос, указывая на какую-то издержку в сумме по военному департаменту, передав его графу Аракчееву. Последний, не любивший Волконского, пользовавшегося доверием императора, представил донос Александру I, следствием чего было смещение князя Волконского с должности начальника Главного штаба и назначение чрезвычайным послом во Францию. Кремповский был переведён из канцелярии начальника Главного штаба и назначен старшим чиновником для особых поручений при военном министре.
Пользуясь доверием и расположением военного министра графа Татищева, он занял весьма видное положение и в скором времени получил очень важное Высочайшее назначение — произвести расследование о причинённых казне комиссионером Посниковым убытке на сумму около 1 миллиона 200 тысяч рублей. После четырёхмесячного расследования, Кремповский представил военному министру обширный доклад, в котором выяснил сущность дела и был произведён «за отличие» в действительные статские советники.
13 ноября 1824 года он был избран членом комитета для пособия потерпевшим от наводнения, 19 марта 1825 года назначен непременным членом Совета военного министра, а затем 13 октября 1821 года — членом комитета о составлении правил отчётности по департаментам Военного министерства.
О дальнейшей службе Кремповского Ф. Н. Винницкий рассказывает приблизительно следующее: Являясь неутомимым работником в Совете военного министра, Кремповский чрезвычайно высокомерно держал себя в отношении других членов, считал их пустыми людьми и грубостью своего обращения вооружил против себя весь совет. По удалении графа Аракчеева в отставку, когда Кремповский лишился в лице его сильного покровителя, товарищи (члены совета) нашли случай оговорить его перед новым министром, графом Чернышёвым, передав секретно, что в государственные дела Кремповского «сильно вмешивается» владеющая его душею и телом «экономка». Когда Чернышёв пожелал переговорить с ним, Кремповский первым долгом заметил, что «он один работаст за всех членов, занимаясь для этого по ночам». Министру не понравилось это «самохвальство» и он сказал, что сам тоже занимается делами, просиживая целые ночи. После этого разговора Кремповскому окончательно не повезло. Сначала его разлучили с экономкой, удалив из собственного дома и отдали на испытание в умственных способностях одному чиновнику канцелярии военного министерства, затем передали под надзор его личному врагу — члену Совета военного министра, генералу Апрелеву и, наконец, 5 апреля 1829 года уволили от службы, учредив пожизненную опеку.
Все последующие дни своей жизни он провел в отставке, принадлежа к тайным масонам, и умер в Санкт-Петербурге 27 июня (9 июля) 1835 года. В своём духовном завещании он просил похоронить его в гробу с изображением на нём двенадцати крестов. Похоронен на Волковом православном кладбище.
Кремповский отличался умом и способностью писать хорошим слогом бумаги и в особенности проекты, составление которых он предпринимал иногда по собственному почину; так, он, между прочим, проектировал в 1826 году оботпуске нижних чинов в бессрочные отпуска, что было выполнено, впрочем, только спустя тридцать лет. К нему нередко ездили за советом высокопоставленные лица, как, например, граф Е. Ф. Канкрин, военный министр Татищев, граф Комаровский, баронет Виллие и другие.

## Награды
- Орден Святого Владимира 4-й степени
- Орден Святой Анны 2-й степени (10.12.1816) с алмазными знаками (30.08.1821)
- Орден Святого Владимира 3-й степени (12.02.1826)
- знак отличия беспорочной службы XXV лет (22.08.1829)
- орден Св. Станислава 2-й степени (07.06.1832)[2]